# Riudecañas
Riudecañas (oficialmente en catalán Riudecanyes) es un municipio de la comarca catalana del Bajo Campo, en España. Cuenta con una población de 1345 habitantes (INE 2024).

## Historia
Parece ser que Riudecañas se formó a partir de la carta de población entregada por Ramón Berenguer IV a Cambrils en 1152 ya que ahí se habla de un pueblo torrente qui est iuxta Rivum de Canes. El historiador Eduardo Toda indica que en 1162 el pueblo disponía ya de castillo el que no se conservan restos.
En 1185, el rey Alfonso II de Aragón entregó algunas tierras a Berenguer de Cambrils aunque se reservó parte de los derechos. Desde 1339, Riudecañas participó en las actividades de la Comuna del Campo y se convirtió en sede de la baronía de Escornalbou. En origen, el cargo de gobernador de la baronía recayó en un canónigo y más adelante en un abogado; más tarde, al quedar la baronía en manos de la iglesia, fueron los arzobispos quienes nombraron a los administradores.

### La baronía de Escornalbou
La baronía de Escornalbou nació cuando, entre 1162 y 1170, el rey Alfonso II entregó a Albert de Castellvel el paraje deshabitado de Escornalbou. La concesión del rey era para que Castellvell fortificara el lugar, se encargara de su población y construyera un convento de canónigos que estaría dedicado a San Miguel y que quedaría a las órdenes de la curia de Tarragona. El conjunto de la baronía incluía los términos de Vilanova de Escornalbou, Colldejou, Riudecañas, Dosaiguas, Peu, Pradell, Argentera, la Torre de Refallí y Fontaubella.

## Geografía humana

### Demografía
Cuenta con una población de 1345 habitantes (INE 2024).
| Gráfica de evolución demográfica de Riudecanyes entre 1842 y 2021 |
| |
| Población de derecho según los censos de población del INE Población de hecho según los censos de población del INEEn este censo se denominaba Ruidecañas: 1842 En estos censos se denominaba Riudecañas: 1857, 1860, 1877, 1887, 1897, 1900, 1910, 1920, 1930, 1940, 1950, 1960 y 1970 |

### Economía
La principal actividad económica es la agricultura, aunque la orografía del terreno provoca que sean pocas las hectáreas cultivadas. Los principales cultivos son los olivos, avellanos y almendros.

## Cultura

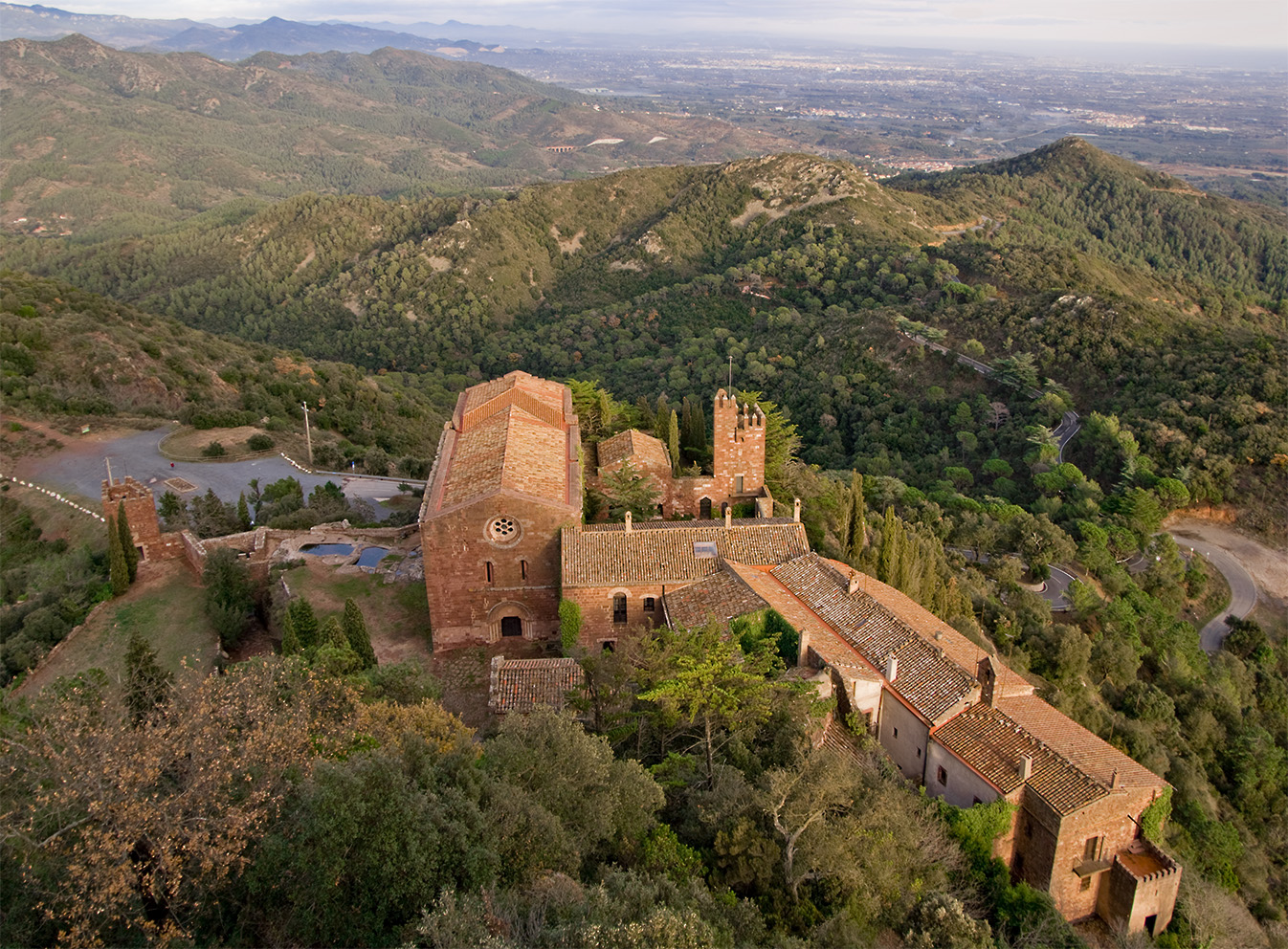
Monasterio de San Miguel de Escornalbou

El edificio más destacable del término municipal es el Monasterio de San Miguel de Escornalbou. A pesar de las numerosas reformas, aún puede verse trazas del edificio románico como la iglesia o la portalada.
La iglesia parroquial de Riudecañas está dedicada a San Mateo. Las obras de construcción las inició en 1582 Joan Santfeliu, procedente de Cambrils, y se concluyeron en 1598. El templo fue reformado en parte entre 1680 y 1698. Es de estilo renacentista y tiene anexo un campanario de dos cuerpos y con una altura de 25 metros. En 1936 se destruyó el retablo mayor, datado en 1602.
El pueblo se encuentra situado muy cerca del pantano de Riudecañas cuya construcción se propuso ya a fines del siglo XIX. En 1903, se aprobó el proyecto diseñado por Gaietà Úbeda i Sarrachaga y al año siguiente se colocó la primera piedra. Las obras se paralizaron en 1907 y no acabaron hasta 1919.
Tiene una capacidad de 3 381 750 m³ y la altura de presa es de 34,5 m. En 1930 se decidió realizar un trasvase a la presa de las aguas del río Ciurana mediante un canal que se construyó en 1951. En 1965 se construyó otro pantano en el Ciurana para poder ampliar las tierras regadas. Las obras de ampliación finalizaron en 1991.
Riudecañas celebra su fiesta mayor el último fin de semana de julio.